# Ministerstvo financí Slovenské republiky
Ministerstvo financí Slovenské republiky je ústředním orgánem státní správy Slovenska pro oblast financí, daní, cel, cen, finanční kontroly a interního auditu.

## Působnost ministerstva
Ministerstvo financí Slovenské republiky zabezpečuje:
1. Tvorbu a uskutečňování finanční, celní a cenové politiky včetně rozpočtování souhrnného schodku veřejného rozpočtu, tvorby a realizace státního rozpočtu, zprávy státních finančních aktiv a pasiv Slovenské republiky, kapitálového trhu, pojišťovnictví, politiky daní a poplatků a finančně ekonomických nástrojů v oblasti podnikání,
2. Výkon státní správy ve věcech bankovnictví, stavebního spoření, penzijního připojištění, devizového hospodářství a devizové kontroly, jednotného účetnictví a účetního výkaznictví, loterií a jiných obdobných her, ve věcech správy majetku státu ve veřejně a nepodnikatelské sféře,
3. Výkon státního dozoru nad zajišťováním politiky trhu práce, prováděním nemocenského pojištění a důchodového zabezpečení, zdravotním pojištěním, činností doplňkových důchodových pojišťoven, dodržováním podmínek poskytnutí státní prémie ve stavebním spoření, dodržováním podmínek poskytování státního příspěvku k hypotečním úvěrům a nad hospodařením Sociální pojišťovny.

## Ministr financí
Ministerstvo financí řídí a za jeho činnost odpovídá ministr financí, kterého jmenuje prezident SR na návrh předsedy vlády SR.
Současným ministrem je Ladislav Kamenický (SMER-SD), a to od 25. října 2023.

## Státní tajemník ministerstva financí
Ministra financí v době jeho nepřítomnosti zastupuje v rozsahu jeho práv a povinností státní tajemník. Ministr ho může pověřit i v jiných případech, aby ho zastupoval v rozsahu jeho práv a povinností. Státní tajemník má při zastupování ministra na jednání vlády poradní hlas. Státního tajemníka jmenuje a odvolává vláda na návrh ministra financí. V odůvodněných případech může vláda určit, že na ministerstvu působí dva státní tajemníci – to je i případ ministerstva financí. Ministr určí, ve kterých otázkách a v jakém pořadí ho státní tajemníci zastupují.